# Верхняя Чуча
Верхняя Чуча (мар. Кӱшыл Чучо) — деревня в Новоторъяльском районе Республики Марий Эл. Входит в состав Чуксолинского сельского поселения.

## География
Находится в северо-восточной части республики Марий Эл на расстоянии приблизительно 3 км по прямой на север-северо-запад от районного центра посёлка Новый Торъял.

## История
Известна с 1884 года как починок Верхняя Чуча в составе Кужнурской волости Уржумского уезда Вятской губернии. В 6 дворах проживали 37 жителей. В 1905 году в 9 дворах проживали 54 жителя. В 1925 году в деревне числилось 10 хозяйств, 69 человек, все мари. В 1970 году в Верхней Чуче проживали 79 жителей. В 1988 году в селении числилось 9 дворов, 27 жителей. В 1999 году здесь значилось 11 дворов, 42 жителя. На В 2002 году в деревне осталось 7 дворов. В советское время работали колхозы «Декабрист», «Тушнур» и «1 Мая».

## Население
Население составляло 22 человека (мари 100 %) в 2002 году, 33 в 2010.

## Известные уроженцы
Младшев Валерий Васильевич (род. 1953) — советский и российский художник-декоратор, мастер декоративно-прикладного искусства. Бутафор, заведующий бутафорским цехом Марийского театра драмы имени М. Шкетана (1974―1998), заведующий бутафорским цехом Марийского театра юного зрителя (с 1998).  Заслуженный работник культуры Российской Федерации (2006).